# کارولینا چارنتسکا
کارولینا چارنتسکا (لهستانی: Karolina Czarnecka؛ زادهٔ ۲۹ اکتبر ۱۹۸۹) بازیگر، مجری، ترانه‌سرا و خواننده اهل لهستان است.
از فیلم‌ها یا مجموعه‌های تلویزیونی که وی در آن‌ها نقش داشته است، می‌توان به در خوشی و سختی اشاره نمود.